# ميثاق المشروع
ميثاق المشروع (بالإنجليزية: Project charter) في إدارة المشاريع (وتسمى أحياناً تعريف المشروع والشروط المرجعية) هو بيان لنطاق، أهداف والمشاركين في المشروع. وهو يوفر ترسيم الأولية للأدوار والمسؤوليات، وتحدد أهداف المشروع، ويحدد أصحاب المصلحة الرئيسيين، ويحدد سلطة مدير المشروع. كما أنه بمثابة مرجعية للسلطة من أجل مستقبل هذا المشروع.
ميثاق المشروع عادة ما يكون وثيقة قصيرة تشير إلى مزيد من الوثائق التفصيلية مثل تقديم طلب جديد أو طلب تقديم العروض.
في مبادرة لحوار السياسات، فإن هذه الوثيقة معروفة باسم ميثاق المشروع. في إدارة علاقات العملاء، تعرف باسم تقرير تعريف المشروع. كلا من مبادرة لحوار السياسات، وإدارة علاقات العملاء تتطلب هذه الوثيقة كجزء من عملية إدارة المشروع.
ميثاق المشروع ينص على السلطة المخولة لمدير المشروع، وخاصة في بيئة مصفوفة الإدارة. هو يعتبر أفضل الممارسات في الصناعة.
الغرض من ميثاق المشروع هو توثيق :
- أسباب القيام بالمشروع
- الأهداف والقيود من المشروع
- توجيهات بشأن الحل
- تحديد هوية أصحاب المصلحة الرئيسية

الاستخدامات الرئيسية الثلاثة لميثاق المشروع :
- أن تأذن للمشروع—باستخدام صيغة قابلة للمقارنة، لمشاريع يمكن أن ترتب وتأذن بها عن طريقالعائد على الاستثمار.
- هي بمثابة وثيقة المبيعات الأولية لهذا المشروع -- أصحاب المصلحة يكون لديهم موجزا 1-2 الصفحة لتوزيع، التقديم، ويبقي مفيد لصد المشاريع الآخرى أو العمليات التي تعتمد على موارد المشروع.
- كنقطة تركيز في جميع أرجاء المشروع—على سبيل المثال : مشروع والناس يسيرون في اجتماعات لفريق واستخدامها في اجتماعات مراقبة التغيير لضمان إدارة نطاق ضيق.

## وصلات خارجية
- "How+to+Write+a+Project+Charter+-+Part" مجموعة صغيرة من المقالات حول إنشاء ميثاق مشروع